# 1279 Уганда
1279 Уга́нда (1279 Uganda) — астероїд головного поясу, відкритий 15 червня 1933 року.
Тіссеранів параметр щодо Юпітера — 3,509.
Названо на честь Уганди (англ. Uganda) — країни на сході Африки.